# سانتو دومينغو (كولومبيا)
سانتو دومينغو بلدة في كولومبيا ، تقع في المنطقة الفرعية الشمالية الشرقية من إدارة أنتيوكيا ، يحدها من الشمال بلديتا يولومبو وسيسنيروس ، ومن الشرق بلدية سان روكي ، ومن الجنوب بلديتا أليخاندريا وكونسيبسيون ، ومن الغرب بلديات باربوسا ودون ماتياس وسانتا روزا دي أوسوس .

## نبذه
تقع بلدية سانتو دومينغو في سلسلة الجبال الوسطى من جبال الأنديز ، في الشمال الشرقي من أنتيوكيا، وهي محاطة جغرافيًا بنهري نوس وناري .
تشتهر سانتو دومينغو أيضًا بكونها مسقط رأس العديد من الكتاب، ومن بينهم أشهرهم توماس كاراسكيجا، في عام 1993 صور المخرج السينمائي فيكتور غافيريا مسرحية سيمون إل ماجو في البلدية مع شخصيات محلية لتمثيل قصة المؤلف الأنتيوكي.